# Тонгі
Тонгі або Тангі (бенг. টঙ্গী) — місто в Бангладеш, розташоване в окрузі Газіпур.

## Географічне розташування
Висота центру міста становить 3 метри над рівнем моря.

## Демографія
Населення міста за роками:
| 1991    | 2001    | 2010    |
| ------- | ------- | ------- |
| 168 702 | 281 928 | 437 387 |